# Zenit Modena Football Club 1957-1958
Questa pagina raccoglie le informazioni riguardanti lo Zenit Modena Football Club nelle competizioni ufficiali della stagione 1957-1958.

## Rosa
| N. |                   | Ruolo | Calciatore              |
| -- | ----------------- | ----- | ----------------------- |
|    | Italia (bandiera) | D     | Francesco Aguzzoli      |
|    | Italia (bandiera) | C     | Ermanno Barbolini (III) |
|    | Italia (bandiera) | A     | Gianni Barbolini (II)   |
|    | Italia (bandiera) | C     | Giorgio Barbolini (I)   |
|    | Italia (bandiera) | C     | Osvaldo Biancardi       |
|    | Italia (bandiera) | A     | Giancarlo Bolognesi     |
|    | Italia (bandiera) | P     | Luigi Brotto            |
|    | Italia (bandiera) | C     | Cesare Campagnoli       |
|    | Italia (bandiera) | A     | Sergio Castorri         |
|    | Italia (bandiera) | D     | Giacomo Del Gratta      |
|    | Italia (bandiera) | A     | Sandro Esposito         |
|    | Italia (bandiera) | A     | Giancarlo Fogliani      |
|    | Italia (bandiera) | C     | Franco Franchini        |

| N. |                   | Ruolo | Calciatore          |
| -- | ----------------- | ----- | ------------------- |
|    | Italia (bandiera) | A     | Gaetano Gaeta       |
|    | Italia (bandiera) | C     | Angelo Gandini      |
|    | Italia (bandiera) | A     | Gianni Goldoni      |
|    | Italia (bandiera) | C     | Franco Govoni       |
|    | Italia (bandiera) | P     | Mario Grandi        |
|    | Italia (bandiera) | D     | Gianni Grossi       |
|    | Italia (bandiera) | C     | Oriello Lugli       |
|    | Italia (bandiera) | C     | Angelo Ottani       |
|    | Italia (bandiera) | D     | Araldo Pirola       |
|    | Italia (bandiera) | A     | Adelmo Ponzoni      |
|    | Italia (bandiera) | A     | Domenico Pulvirenti |
|    | Italia (bandiera) | A     | Luigi Scarascia     |

## Risultati

### Serie B

#### Girone di andata
| 15 settembre 1957 1ª giornata | Venezia | 0 – 1 | Zenit Modena |  |

| 22 settembre 1957 2ª giornata | Zenit Modena | 2 – 0 | Como |  |

| 29 settembre 1957 3ª giornata | Catania | 2 – 2 | Zenit Modena |  |

| 6 ottobre 1957 4ª giornata | Brescia | 4 – 1 | Zenit Modena |  |

| 13 ottobre 1957 5ª giornata | Zenit Modena | 1 – 1 | Simmenthal-Monza |  |

| 20 ottobre 1957 6ª giornata | Zenit Modena | 3 – 1 | Triestina |  |

| 27 ottobre 1957 7ª giornata | Novara | 2 – 2 | Zenit Modena |  |

| 3 novembre 1957 8ª giornata | Zenit Modena | 0 – 0 | Cagliari |  |

| 10 novembre 1957 9ª giornata | Prato | 2 – 2 | Zenit Modena |  |

| 17 novembre 1957 10ª giornata | Zenit Modena | 2 – 2 | Parma |  |

| 24 novembre 1957 11ª giornata | Palermo | 1 – 0 | Zenit Modena |  |

| 8 dicembre 1957 12ª giornata | Messina | 0 – 2 | Zenit Modena |  |

| 15 dicembre 1957 13ª giornata | Zenit Modena | 1 – 0 | Taranto |  |

| 29 dicembre 1957 14ª giornata | Zenit Modena | 0 – 0 | Lecco |  |

| 5 gennaio 1958 15ª giornata | Sambenedettese | 2 – 1 | Zenit Modena |  |

| 12 gennaio 1958 16ª giornata | Marzotto Valdagno | 1 – 0 | Zenit Modena |  |

| 19 gennaio 1958 17ª giornata | Zenit Modena | 3 – 2 | Bari |  |

#### Girone di ritorno
| 26 gennaio 1958 18ª giornata | Zenit Modena | 2 – 0 | Venezia |  |

| 2 febbraio 1958 19ª giornata | Como | 0 – 0 | Zenit Modena |  |

| 9 febbraio 1958 20ª giornata | Zenit Modena | 2 – 2 | Catania |  |

| 16 febbraio 1958 21ª giornata | Zenit Modena | 1 – 0 | Brescia |  |

| 23 febbraio 1958 22ª giornata | Simmenthal-Monza | 3 – 7 | Zenit Modena |  |

| 2 marzo 1958 23ª giornata | Triestina | 2 – 0 | Zenit Modena |  |

| 9 marzo 1958 24ª giornata | Zenit Modena | 1 – 3 | Novara |  |

| 16 marzo 1958 25ª giornata | Cagliari | 0 – 0 | Zenit Modena |  |

| 30 marzo 1958 26ª giornata | Zenit Modena | 2 – 2 | Prato |  |

| 6 aprile 1958 27ª giornata | Parma | 2 – 2 | Zenit Modena |  |

| 13 aprile 1958 28ª giornata | Zenit Modena | 1 – 2 | Palermo |  |

| 20 aprile 1958 29ª giornata | Zenit Modena | 2 – 1 | Messina |  |

| 27 aprile 1958 30ª giornata | Taranto | 3 – 2 | Zenit Modena |  |

| 4 maggio 1958 31ª giornata | Lecco | 5 – 2 | Zenit Modena |  |

| 11 maggio 1958 32ª giornata | Zenit Modena | 2 – 0 | Sambenedettese |  |

| 18 maggio 1958 33ª giornata | Zenit Modena | 1 – 1 | Marzotto Valdagno |  |

| 25 maggio 1958 34ª giornata | Bari | 0 – 0 | Zenit Modena |  |

## Statistiche

### Statistiche di squadra
| Competizione | Punti | In casa | In casa | In casa | In casa | In casa | In casa | In trasferta | In trasferta | In trasferta | In trasferta | In trasferta | In trasferta | Totale | Totale | Totale | Totale | Totale | Totale | DR  |
| Competizione | Punti | G       | V       | N       | P       | Gf      | Gs      | G            | V            | N            | P            | Gf           | Gs           | G      | V      | N      | P      | Gf     | Gs     | DR  |
| ------------ | ----- | ------- | ------- | ------- | ------- | ------- | ------- | ------------ | ------------ | ------------ | ------------ | ------------ | ------------ | ------ | ------ | ------ | ------ | ------ | ------ | --- |
| Serie B      | 36    | 17      | 8       | 7       | 2       | 26      | 17      | 17           | 3            | 7            | 7            | 24           | 29           | 34     | 11     | 14     | 9      | 50     | 46     | +4  |
| Coppa Italia | 1     | 3       | 0       | 1       | 2       | 2       | 10      | 3            | 0            | 0            | 3            | 4            | 8            | 6      | 0      | 1      | 5      | 6      | 18     | -12 |
| Totale       |       | 20      | 8       | 8       | 4       | 28      | 27      | 20           | 3            | 7            | 10           | 28           | 37           | 40     | 11     | 15     | 14     | 56     | 64     | -8  |

### Statistiche dei giocatori
| Giocatore          | Serie B  | Serie B | Coppa Italia | Coppa Italia | Totale   | Totale |
| Giocatore          | Presenze | Reti    | Presenze     | Reti         | Presenze | Reti   |
| ------------------ | -------- | ------- | ------------ | ------------ | -------- | ------ |
| F. Aguzzoli        | 21       | 0       | ?            | ?            | 21+      | 0+     |
| E. Barbolini (III) | 3        | 0       | ?            | ?            | 3+       | 0+     |
| G. Barbolini (II)  | 4        | 0       | ?            | ?            | 4+       | 0+     |
| G. Barbolini (I)   | 33       | 8       | ?            | ?            | 33+      | 8+     |
| O. Biancardi       | 33       | 0       | ?            | ?            | 33+      | 0+     |
| G. Bolognesi       | 14       | 4       | ?            | ?            | 14+      | 4+     |
| L. Brotto          | 25       | -37     | ?            | ?            | 25+      | -37+   |
| C. Campagnoli      | 30       | 8       | ?            | ?            | 30+      | 8+     |
| S. Castorri        | 2        | 0       | ?            | ?            | 2+       | 0+     |
| G. Del Gratta      | 5        | 0       | ?            | ?            | 5+       | 0+     |
| S. Esposito        | 3        | 0       | ?            | ?            | 3+       | 0+     |
| G. Fogliani        | 1        | 0       | ?            | ?            | 1+       | 0+     |
| F. Franchini       | 1        | 0       | ?            | ?            | 1+       | 0+     |
| G. Gaeta           | 22       | 8       | ?            | ?            | 22+      | 8+     |
| A. Gandini         | 16       | 0       | ?            | ?            | 16+      | 0+     |
| G. Goldoni         | 16       | 2       | ?            | ?            | 16+      | 2+     |
| F. Govoni          | 3        | 0       | ?            | ?            | 3+       | 0+     |
| M. Grandi          | 9        | -9      | ?            | ?            | 9+       | -9+    |
| G. Grossi          | 20       | 0       | ?            | ?            | 20+      | 0+     |
| O. Lugli           | 29       | 3       | ?            | ?            | 29+      | 3+     |
| A. Ottani          | 17       | 0       | ?            | ?            | 17+      | 0+     |
| A. Pirola          | 19       | 0       | ?            | ?            | 19+      | 0+     |
| A. Ponzoni         | 20       | 2       | ?            | ?            | 20+      | 2+     |
| D. Pulvirenti      | 2        | 1       | ?            | ?            | 2+       | 1+     |
| L. Scarascia       | 26       | 12      | ?            | ?            | 26+      | 12+    |